# Gland (affluent du Doubs)
Pour les articles homonymes, voir Gland.
Le Gland est un ruisseau du département du Doubs en région Bourgogne-Franche-Comté et un affluent du Doubs, rive droite (parc Peugeot, prolongement rue des Flandres), rivière classée 1re catégorie.

## Géographie
Long de 13,5 km de longueur, le Gland  prend sa source à Roches-lès-Blamont. Il reçoit la Doue (source sur la commune d'Abbévillers) peu après la confluence de celle-ci avec la Creuse (source sur la commune de Blamont). Ces trois ruisseaux proviennent de sources karstiques.
La Doue, prend sa source sur la commune d'Abbévillers en contrebas de Marchelavillers, au pied d'un aplomb rocheux. Dès sa sortie, l'exsurgence s'écoule en cascade (voir l'infobox). Son débit à l'étiage est de 50 l/s.
Un moulin, présent sur le site depuis le XIIIe siècle, en cours de rénovation, se trouve sur le site, à quelques dizaines de mètres de la source. Il est alimenté par une conduite de dérivation qui entraine, depuis 2009, une microcentrale électrique.
Le site, autrefois terrain privé, est maintenant la propriété du syndicat Intercommunal à Vocation Unique du Gland qui le gère.
La Creuse, qui coule depuis Blamont, regroupe plusieurs petits ruisseaux. Son débit est minoritaire par rapport à celui de la Doue.

### Communes traversées
Dans le seul département du Doubs, le Gland traverse les six communes suivantes, dans deux cantons, de l'amont vers aval, de Roches-lès-Blamont (source), Glay, Meslières, Hérimoncourt, Seloncourt et Audincourt (confluence).
Soit en termes de cantons, le Gland prend source sur l'ancien canton de Hérimoncourt, aujourd'hui le canton de Maîche et conflue sur le canton d'Audincourt, le tout dans l'arrondissement de Montbéliard.

### Bassin versant
Son bassin versant est de 76 km2. Sinon pour le SANDRE, le Gland traverse une seule zone hydrographique "Le Doubs du Dessoubre à l'Allan" (U222) de 2 338 km2 de superficie.

### Organisme gestionnaire
L'organisme gestionnaire est le SIVU du Gland ou syndicat intercommunal à vocation unique du Gland.

### Franchissement
Le Gland est couvert en de nombreux endroits :
- Audincourt : pont de Gland, sous voies de circulation ;
- Hérimoncourt : sous usine, sur le site PSA Site d'Hérimoncourt le Gland est totalement couvert sur environ 750 m de longueur.

De nombreux ponts et passerelles le franchissent également.

### Particularité
Le Gland a toujours été franchi à Audincourt au quartier du pont de Gland : axe principal de circulation Haut Doubs - Montbéliard.
Déjà à l'époque romaine, un pont assurait son franchissement à Audincourt. La voie romaine VR25, depuis Besançon (Vesontio), en passant par Epomanduodurum (Mandeure), longeait la rive droite du Doubs. Après le franchissement du Gland à Audincourt, la voie romaine allait jusqu'en Allemagne (Germanie) : par la "rue Romaine" à Audincourt, quartier du pont de gland.
Ce n'est que dans les années 1960 avec l'augmentation du trafic, que le simple pont a été remplacé par une large dalle en béton armé : le Gland est couvert sur environ 50 m par un carrefour, transformé aujourd'hui en un rond-point marquant l'entrée sud d'Audincourt.

## Industrie
Le Gland a servi aux nombreuses usines de la région, principalement Peugeot à Hérimoncourt et Audincourt. Le site hérimoncourtois abrite d'un côté, le site PSA Peugeot-Citroën, site d'assemblage moteurs petites séries et également de rénovation de moteurs; et de l'autre, le Centre des Archives de Terre Blanche (Archivage du groupe PSA). Le site audincourtois, Aciers et Outillage Peugeot AOP, qui deviendra ensuite ECIA puis Faurecia pour aujourd'hui appartenir à Flex & Gate à la suite du rachat par Plastic Omnium, et abrite toujours des unités de production comme équipementier automobile.
L'un des affluents du Gland, la Doue, actionnait un moulin de papeterie au début du XXe siècle.

## Particulier
De nombreux lavoirs, aujourd'hui disparus, ponctuaient le parcours.

## Aménagements
Seloncourt : parc de la Panse
Audincourt : promenade du pont de Gland, en face du parc « Peugeot ». Le parc "Peugeot" était autrefois connu sous le nom de "parc à Nino", et il a été acquis par Armand Peugeot (fondateur des Automobiles Peugeot) vers les années 1890 - 1900. Un relevé photographique des lieux avait alors été commandé par M. Peugeot, et sur l'une d'elles, un pont en pierre, simple arc, est indiqué. Sur cette même photo, il est remarquable qu'aucune habitation n’était encore érigée dans les environs; et les premières maisons d'Audincourt visibles au loin semblent être vers la place du marché actuelle. Le quartier a été bâti au début des années 1900 dans le cadre du plan d'expansion des usines Peugeot, afin de loger les ouvriers.

## Pollutions
Le Gland a été l'objet de décharge sauvage de produits industriels tout le long de son parcours. Le traitement en justice de l'une d'elles (ZINDEL SA, Seloncourt : Cuivre, zinc et nickel) a obligé l'industriel à implanter une station de traitement jouxtant l'usine.

## Faune
- Poissons, selon le degré de pollution de l'eau, et des campagnes d'alevinage : Truites Fario et Vairons et Blageons, goujons, chevenne, chavot et divers cyprinidés
- Canards Colvert (en augmentation)
- Héron cendré, poule d'eau, martin pêcheur, cincle plongeur…
- Recrudescence de Cormoran, à la suite des nouvelles législations protégeant cet animal, grand consommateur de poissons; ils sont très nombreux au niveau de l'embouchure avec le Doubs.

Note : à la suite des efforts concernant l'environnement, grâce à l’aménagement des berges (enrochement…), le Gland est de nouveau un site de reproduction favorable aux salmonidés (Truite Fario autochtone)

## Personnalités
- Famille Peugeot:[réf. nécessaire]

Usines dans la vallée du Gland depuis 1819,.
Résidence d'Antoine Peugeot situé au pont de Gland[réf. nécessaire]

- Jean Jacques Cuenin[réf. nécessaire], natif Pont de gland, rue des Flandres, Président d'honneur École Comtoise de pêche à la mouche, connu sous pseudonyme "Araignée". École trois fois championne du monde de montage de mouche.[10]
- Benoît Pedretti joueur de foot professionnel, a grandi[réf. nécessaire] à quelques mètres de la rivière, où il logeait avec ses parents et frères au quartier du pont de Gland, rue des Flandres[11].

## Le Gland selon les saisons
Hiver : peut se couvrir partiellement de glace.
Hiver / printemps : période de crue vers mars. Le Gland se colore en jaune/brun, et s'élève jusqu'à 3 m plus haut que son niveau habituel (inondations chez les riverains). Débit très important : mensuel 5,5 m3/s, et débit instantané pouvant être supérieur à 20 m3/s en période de crue.
Été : jamais complètement sec, débit mensuel août 0,050 m3/s.
En général, la profondeur moyenne est de 0,5 mètre.

## Hydrologie

### Le Gland à Meslières
Le Gland a été observé sur 27 ans à la station U2225410 - Le Gland à Meslières avec un module de 1,040 m3/s.